# Christliches Jugenddorfwerk Deutschlands
Das Christliche Jugenddorfwerk Deutschlands (CJD) ist ein Jugend-, Bildungs- und Sozialwerk, das jungen und erwachsenen Menschen Ausbildung, Förderung und Unterstützung in ihrer aktuellen Lebenssituation anbietet. „Seine Anschauungen vom Menschen, von der Welt und von der Geschichte haben ihre Grundlagen im christlichen Glauben. Demgemäß will das CJD für alle Mitarbeiter und für die jungen Menschen Stätte der Begegnung mit Jesus Christus sein“, heißt es in der Präambel der Satzung des CJD. Das CJD ist unter anderem Mitglied des CVJM-Gesamtverbandes in Deutschland und des Diakonischen Werkes der Evangelischen Kirche Deutschland (EKD).

## Geschichte
Nach dem Zweiten Weltkrieg war die Zahl entwurzelter Menschen in Deutschland sehr hoch, insbesondere unter Kindern und Jugendlichen, die vielfach zusätzlich zum Verlust des bisherigen Lebensumfelds (ausgebombt oder vertrieben) auch den der Eltern zu beklagen hatten und orientierungslos waren.
Pfarrer Arnold Dannenmann aus Faurndau bei Göppingen erkannte diese Not, und mit einer kleinen Gruppe engagierter Christen gründete er ein Werk, das den jungen Menschen die Chance zu einem Neubeginn eröffnen sollte. Am 5. Dezember 1947 wurde das Werk als Christliches Wohlfahrtswerk – das Jugenddorf (CWJD) beim Amtsgericht Stuttgart in das Vereinsregister eingetragen. Auf der Gründungsversammlung umriss Dannenmann als erster Präsident die Vision des Verbandes: „Dieses Werk wird von den Alpen bis zur Nordsee die deutsche Jugend ansprechen. Die Losung heißt: Keiner darf verloren gehen!“ Die christliche Ausrichtung wurde von Anfang an deutlich, so ist das Werk Mitglied im CVJM-Gesamtverband Deutschland sowie im Diakonischen Werk der EKD. Außerdem sollten die Mitarbeiter der Kirche angehören, unterstützte Menschen müssen dies nicht unbedingt, allerdings will das CJD für sie ein Begegnungsort mit Jesus Christus sein.
Noch 1947 wurde in Blaubeuren eine Unterkunft für obdachlose oder gesundheitlich beeinträchtige Jugendliche eingerichtet. Es folgen weitere Unterkünfte in Helmscherode (1948) und Limmer (1949). Das erste „Jugenddorf“ wurde 1949 im Schloss Kaltenstein in Vaihingen an der Enz eingerichtet, heute die älteste Einrichtung des CJD. 1950 wurde in Dortmund ein weiteres Jugenddorf für 150 Jugendliche gebaut, ermöglicht durch eine 200.000-DM-Spende aus den Vereinigten Staaten, die von Bundeskanzler Konrad Adenauer überbracht wurde.
1951 begann mit der Gründung der Christophorusschule in Elze die erzieherische und schulische Ausbildung im CJD. Auch die berufliche Ausbildung wurde in Zusammenarbeit mit der Wirtschaft aufgenommen, zum Beispiel im Bergbau des Ruhrgebiets oder mit der BASF in Ludwigshafen. Im gleichen Jahr begann aufgrund der Verbindung des CJD zum YMCA-Weltbund auch das internationale Engagement mit dem ersten Auslands-Jugenddorf in Venezuela. Auch in anderen Ländern wie Madagaskar, Guinea, Israel und Jericho entstanden CJD-Ableger, die nach erfolgreichem Anlauf nach wenigen Jahren in einheimische Hände übertragen wurden. 1953 benannte sich der Verein in Christliches Jugenddorfwerk Deutschlands, Gemeinnütziger Verband e. V. im Deutschen Nationalverband des Weltbundes der YMCA-Genf um.
Das CJD Dortmund entwickelte gemeinsam mit dem Arbeitsamt 1967 das Berufsvorbereitungsjahr, das 1969 vom damaligen nordrhein-westfälischen Wissenschaftsminister Johannes Rau durch das Arbeitsförderungsgesetz rechtlich anerkannt wurde.
In den 1970er Jahren wurde das Aufgabenfeld des CJD um die berufspädagogische Arbeit erweitert, die sich um körperlich und lernbehinderte Jugendliche sowie Jugendliche aus Migrationshintergrund mit Sprachschwierigkeiten kümmert; dabei ging es zunächst vorwiegend um Spätaussiedler, die durch die Ostverträge verstärkt nach Deutschland kamen. Auch die spezielle Förderung von Hochbegabten wurde aufgenommen, zum Beispiel in der Christophorusschule Berchtesgaden.
1985 ging Arnold Dannenmann in den Ruhestand, blieb allerdings bis zu seinem Tode 1993 als Ehrenpräsident weiterhin ehrenamtlich tätig. Nachfolger wurde sein 2020 verstorbener Sohn Christopher Dannenmann, der bis 1992 als Präsident im Amt war.
Nach der deutschen Wiedervereinigung 1990 entstanden 50 neue Einrichtungen, vor allem im Bereich der Behindertenhilfe. Aufgrund des starken Wachstums folgte eine Umstrukturierung der Verwaltung: Präsidium und Geschäftsleitung wurden klar getrennt. Infolgedessen übernahm Erich Schneider 1996 das Amt des Präsidenten, und die einzelnen Einrichtungen wurden zu Regionalverbänden zusammengefasst. 2000 erfolgte die Umbenennung in Christliches Jugenddorfwerk Deutschlands gemeinnütziger e. V. (CJD). 2002 wurde der Verwaltung ein hauptamtlicher Vorstand aus Hartmut Hühnerbein und Berthold Kuhn hinzugefügt; das ehrenamtliche Präsidium übernahm die Aufgaben eines Aufsichtsrates. Seit 2008 ist Georg Michael Primus Präsident des CJD, und Hans Wolf von Schleinitz ersetzte Berthold Kuhn in der Geschäftsführung. Von 2002 bis zu seinem Ruhestand 2013 war Hartmut Hühnerbein Sprecher des geschäftsführenden Vorstandes. Im Januar 2014 wurde er von Matthias Dargel in diesem Amt abgelöst, der von 2014 bis 2018 gemeinsam mit Hans Wolf von Schleinitz den Vorstand bildete. Rechtsanwalt Oliver Stier wurde anschließend in den Vorstand berufen. Am 1. Oktober 2019 wurde der Vorstand durch Siegbert Hummel erweitert, der zum 31. März 2021 ausschied.
Seit 2011 ist das CJD beim Amtsgericht Berlin (bisher Stuttgart) im Vereinsregister eingetragen.

## Strategie der Persönlichkeitsbildung im CJD
Aus dem christlichen Menschenbild leitet das CJD seine Pädagogik ab. Dabei gibt es vier Handlungsfelder:
| Handlungsfeld                   | Bezug           | Claim                          | Ziel                       |
| ------------------------------- | --------------- | ------------------------------ | -------------------------- |
| Religionspädagogik              | Sinn            | Stell die Fragen deines Lebens | Ich erfahre, dass ich bin. |
| Sport- und Gesundheitspädagogik | Körperlichkeit  | Beweg dein Leben               | Ich erlebe, dass ich bin.  |
| Musische Bildung                | Ich-Wahrnehmung | Und das Leben lacht            | Ich zeige, dass ich bin.   |
| Politische Bildung              | Verantwortung   | Miteinander fürs Leben         | Ich handle, weil ich bin.  |

## Angebote
Die rund 10.000 Mitarbeiter des CJD unterstützen 155.000 Menschen. Bundesweit betreibt das CJD mehr als 150 Einrichtungen, in denen unter anderem benachteiligte Menschen leben, lernen und arbeiten. Gleichzeitig fördert das CJD auch Hochbegabte. Unter diesen Einrichtungen sind 45 staatlich genehmigte und staatlich anerkannte Schulen der verschiedenen Schultypen (darunter acht Gymnasien), Einrichtungen der Sportförderung, der Behindertenförderung und der Erwachsenenbildung. Das CJD ist auch Träger von 75 Kindertagesstätten mit zusammen über 5.500 Plätzen.
Für die Ehemaligen der acht Gymnasien bestand bis 2014 mit der CJD-Studentenschaft eine Organisation, die interdisziplinäre Bildungsseminare veranstaltete. Ausdrückliches Ziel war die Umsetzung des lebenslangen Lernens für Ehemalige der CJD-Christophorusschulen. Die Arbeit der CJD-Studentenschaft wurde 2014 aus finanziellen Gründen eingestellt.
Das CJD bietet für sozial, körperlich oder geistig benachteiligte Menschen Angebote und Förderprogramme. Seine Hilfen gliedern sich in die Bereiche schulische Bildung, Kinder- und Jugendhilfe, Straffälligenhilfe, berufliche Bildung, Rehabilitation, Migrationsarbeit, Hilfe für Menschen mit Behinderungen sowie Fort- und Weiterbildung. Die pädagogische Arbeit des CJD ist ganzheitlich ausgerichtet, Körper, Geist und Seele werden gleichermaßen angesprochen und gefördert.

## Ausbildung zum staatlich anerkannten Jugend- und Heimerzieher
Das CJD bietet eine Ausbildung für Erzieher an, die von der typischen Form dieser Ausbildung abweicht. Sie ist sehr praxisbezogen und vermittelt die theoretischen Lerninhalte mithilfe des Internets. Innerhalb dieser Ausbildung erlangt man auch die heilpädagogische Zusatzqualifikation sowie eine Qualifikation für Frühkindliche Erziehung, die normalerweise ein zusätzliches Jahr erfordert. Wie eine normale Erzieherausbildung auch dauert sie drei Jahre. Zugangsvoraussetzungen sind ein mittlerer Bildungsabschluss und ein Freiwilliges Soziales Jahr oder die zweijährige Ausbildung zum Sozialassistenten.
Das wichtigste Merkmal dieser Ausbildung ist der hohe Praxisgehalt. Die Auszubildenden sind den größten Teil eines Ausbildungsjahres in einem Jugenddorf in Deutschland eingesetzt und begeben sich zweimal jährlich einen Monat in die Arnold-Dannenmann-Akademie auf dem Ottilienberg in Eppingen, um dort die per Internet erarbeitete Theorie zu vertiefen und Leistungsnachweise zu erbringen. Die Ausbildung ist staatlich anerkannt und qualifiziert zum Arbeiten in allen sozialpädagogischen Bereichen, für die kein Studium vorausgesetzt wird.

## Einrichtungen (Auswahl)
Die Zentrale des CJD befindet sich in Ebersbach an der Fils. Zu den zahlreichen Einrichtungen gehören:
- CJD Christophorusschulen Berchtesgaden
- CJD Jugenddorf-Christophorusschule Braunschweig
- CJD Christophorusschulen Droyßig
- CJD Christophorusschule Elze
- CJD Christophorusschule Homburg
- CJD Christophorusschule Königswinter
- CJD Jugenddorf-Christophorusschule Oberurff
- CJD Jugenddorf-Christophorusschule Rostock
- CJD Jugenddorf-Christophorusschule Gymnasium Versmold
- CJD Schloss Kaltenstein
- CJD Schloss Oppurg
- CJD Sachsen-Anhalt am Standort Salzwedel
- Projekt Chance im CJD Creglingen
- Gymnasium Haus Overbach in Jülich-Barmen

## Bekannte Absolventen
Unter den ehemaligen Schülern der CJD-Einrichtungen finden sich z. B. Georg Hackl, Axel Voss, Hilde Gerg, Maria Höfl-Riesch und Alice Weidel.